# Paolo Savini
Paolo Savini (Sanremo, 1952 – Sanremo, 23 marzo 1992) è stato un serial killer italiano, che uccise due donne nel febbraio 1992. Morì suicida prima di essere arrestato. È anche conosciuto come Il mostro di Sanremo.

## Biografia
Savini ebbe diversi problemi con la droga in gioventù, ma con il tempo riuscì a disintossicarsi e, una volta diplomatosi, si iscrisse alla facoltà di Lettere e Filosofia. Cominciò anche a impegnarsi politicamente frequentando ambienti di estrema sinistra e successivamente la CGIL. Dopo aver abbandonato gli studi, trovò lavoro come netturbino svolgendo tale professione per nove anni. Si sposò e divenne padre di una bambina, ma le modeste condizioni economiche gli fecero accumulare frustrazione e risentimento nei confronti della società, oltre a una serie di debiti. 
Nel 1989 iniziò a lavorare come necroforo per guadagnare più soldi al fine di riuscire a mantenere la sua famiglia, tuttavia l'anno successivo scrisse al comune chiedendo un lavoro meno traumatizzante; venne così assunto come custode del cimitero, ma anche qui i problemi non cessarono. Savini iniziò a telefonare a tutti i giornali denunciando le condizioni delle bare, poiché riteneva che queste potessero infettarlo con il virus dell'AIDS. Nel 1992 ricominciò ad essere dipendente dalla droga ed a fare uso di cocaina.

### Gli omicidi
Il 13 febbraio 1992 Savini compì il suo primo omicidio uccidendo Wanda Rovatti, prostituta di cinquantatré anni, nell'appartamento della donna all'interno di una palazzina in corso Inglesi. La aggredì con dei cocci di vetro e la finì con trentasette coltellate di cui l'ultima le recise la carotide, risultando fatale. A omicidio compiuto, rovistò freneticamente in tutti i cassetti in cerca di qualcosa da rubare e mise l'intero appartamento a soqquadro. Ad allertare le forze dell’ordine furono i vicini della Rovatti, insospettiti dal volume insolitamente alto della televisione e dal chihuahua della donna che continuava ad abbaiare. Una volta entrati nell'appartamento, i carabinieri scoprirono il cadavere di Wanda Rovatti steso al centro del salotto. Nella frenesia dell'aggressione, Savini lasciò diverse prove contro di lui sulla scena del delitto: un paio di occhiali Ray Ban, un pacchetto di Diana blu e un ciuffo dei suoi capelli nelle mani della vittima.
Il giorno successivo, il 14 febbraio, il corpo della donna venne portato in obitorio per l'esame autoptico: lo stesso Paolo Savini assistette all'autopsia della Rovatti, che aveva massacrato il giorno prima. Poche ore dopo, con lo stesso modus operandi, uccise un'altra prostituta residente a Sanremo: Annie Desitter, francese di quarantanove anni e amica di Wanda Rovatti che, come lei, frequentava il locale da ballo "Morgana". Savini la aggredirà all'interno del suo appartamento, dove vive da sola, uccidendola con cinquantacinque coltellate. In seguito, sfregerà diversi quadri raffiguranti cani lasciando numerosi cocci di vetro per terra. Anche qui Savini lascia un pacchetto di Diana blu, assieme ad altre numerose tracce di vario tipo. Sarà lui, nei panni di becchino, a trasportare il corpo della Desitter in obitorio per l'autopsia.
Il 27 febbraio ad Arma di Taggia venne soffocata nel sonno la pensionata Jole Cervetti, a scopo di rapina; la tempistica e il luogo portarono a sospettare Savini del delitto, ma la sua colpevolezza non fu mai dimostrata.

### La morte
Il 22 marzo 1992, sempre ad Arma di Taggia, venne uccisa con diversi colpi di mazza d'acciaio alla testa la colf trentasettenne Giuliana Beghello, per la cui morte verrà in seguito riconosciuta responsabile la figlia quindicenne con la complicità del suo fidanzato. I due ragazzi avevano tentato di alterare la scena del delitto in modo da far attribuire il delitto al mostro di Sanremo. La sera del giorno successivo, il 23 marzo, Savini dovette assistere anche a questa autopsia, poi si recò a casa dove scrisse una breve lettera d'addio alla sua famiglia in un biglietto che recitava "So che non capirete ma spero mi perdoniate. Vi amo" e si iniettò quattro dosi consecutive di eroina togliendosi la vita. Dopo la sua morte, gli omicidi Rovatti e Desitter vennero attribuiti a lui grazie agli indizi rinvenuti sulle scene del crimine fra cui gli occhiali Ray Ban trovati sul luogo del primo delitto, e al test del DNA sui capelli trovati nella mano della prima vittima.